# Jan Pruszak

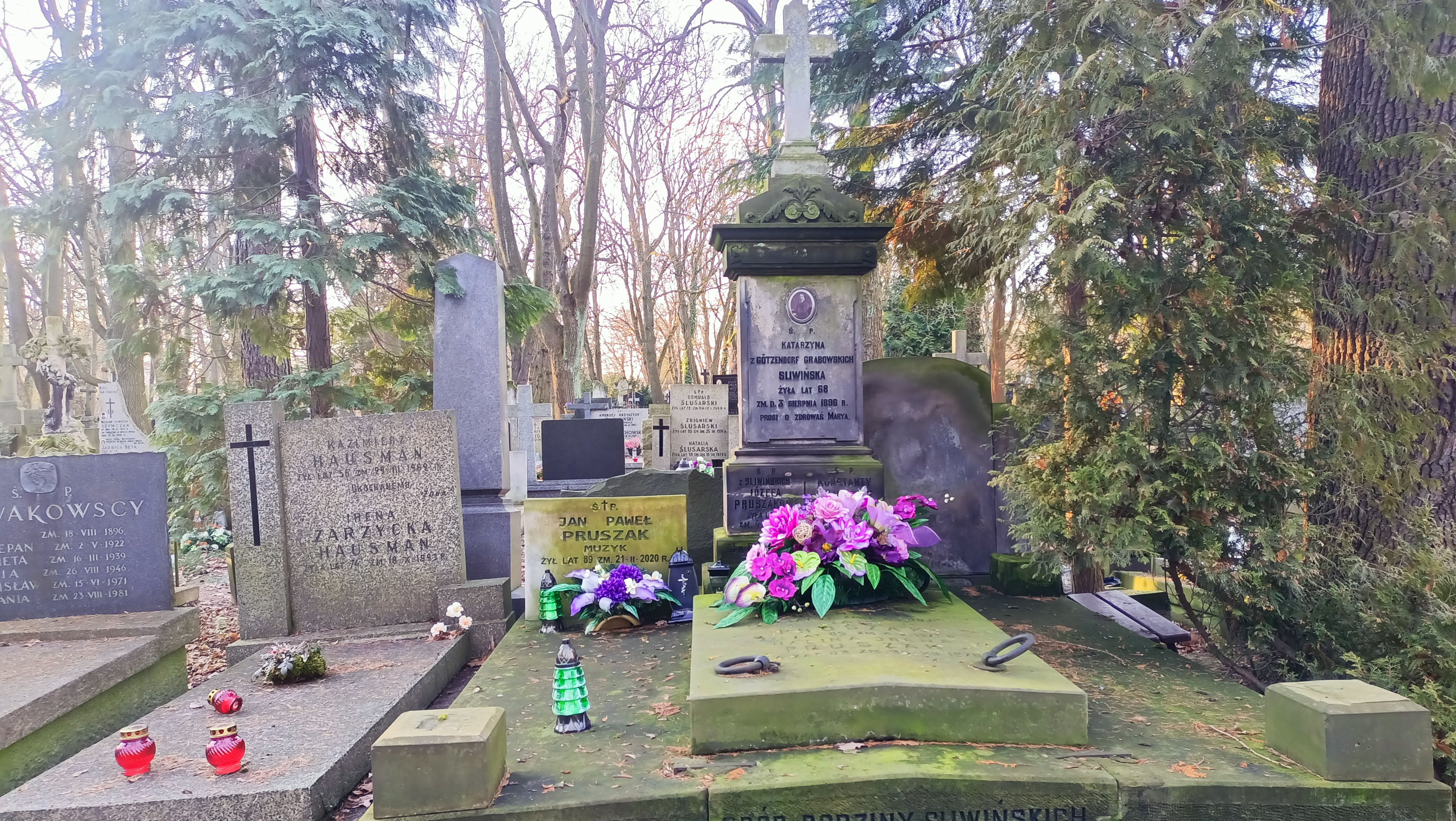
Grób Jana Pawła Pruszaka na Cmentarzu Powązkowskim

Jan Paweł Pruszak (ur. 25 stycznia 1931, zm. 21 lutego 2020 w Warszawie) – polski muzyk, kompozytor, dyrygent, skrzypek.
W 1949 roku ukończył Państwowe Gimnazjum i Liceum im. Stefana Batorego w Warszawie. Ukończył wydział kompozycji, teorii i dyrygentury oraz wydział instrumentalny Akademii Muzycznej w Warszawie.
Jako dyrygent pracował m.in. w Teatrze Wielkim, Filharmonii Narodowej, Operetce Warszawskiej (1966–1990). W latach 1980–1988 pełnił funkcję dyrektora i kierownika artystycznego Orkiestry Polskiego Radia w Warszawie. Pozostawił ogromną liczbę nagrań.
Był potomkiem rodziny Pruszaków, u których w Sannikach bywał Fryderyk Chopin.
Został pochowany na cmentarzu Powązkowskim w Warszawie (kwatera 251-1-16,17) .

## Odznaczenia
- Srebrny Medal „Zasłużony Kulturze Gloria Artis” (2008)[6]
- Krzyż Kawalerski Orderu Odrodzenia Polski[3]
- Złoty Krzyż Zasługi[3]